# Деверё, Роберт, 3-й граф Эссекс
Лорд Роберт Деверё, 3-й граф Эссекс РБ (англ. Lord Robert Devereux, 3rd Earl of Essex KB, 1591—1646), известный также как Роберт Эссекс-младший, — английский аристократ, участник Восьмидесятилетней войны, генерал-лейтенант (1639), член Палаты лордов, член Тайного совета Англии (1641), лорд-камергер (1641).
Как принципиальный противник фаворитизма, граф Эссекс держался в оппозиции сначала к королю Якову Стюарту, а затем и к его сыну — Карлу. Во время возникших в 1641—1642 годах разногласий между королём Англии и его Парламентом, граф Эссекс открыто поддерживал требования Парламента. Когда затянувшийся политический кризис вылился в Первую гражданскую войну, лорд Эссекс был назначен Главнокомандующим армии Парламента.
Придерживаясь политически умеренных взглядов и будучи сторонником компромисса с королём, почти три года кряду граф Эссекс вёл «странную войну», одинаково боясь и победы, и поражения. Такая стратегия раздражала принципиальных противников монархической власти, лидером которых был Оливер Кромвель. 2 апреля 1645 года Кромвель добился смещения Роберта Эссекса с поста главнокомандующего. Одновременно было объявлено о создании так называемой «Армии нового образца».
«Новая армия», кавалерию в которой возглавил сам Кромвель, всего через три месяца наголову разгромила роялистов в битве при Несби, и фактически завершила длившуюся три года войну.
Лорд Эссекс, хотя и сложивший полномочия главнокомандующего в немного двусмысленной ситуации, и дальше пользовался всеобщим почётом и уважением, но, чувствуя себя нездоровым, отошёл от политики и вёл частную жизнь.

## Биография
Роберт Деверё был старшим сыном Роберта Деверё, 2-го графа Эссекса, — известного военачальника, баловня и любимца королевы Елизаветы I (в 1590-х годах). После несчастливого похода в Ирландию, осенью 1599 года, его отец неожиданно потерял фавор, и совершал одну ошибку за другой, пока, 25 февраля 1601 года, не был казнён — за организацию мятежа. Мать Роберта, Фрэнсис Уолсингем, — дочь личного секретаря королевы Елизаветы и главы секретной разведки сэра Френсиса Уолсингема; до брака с отцом Роберта она уже успела побывать замужем за госсекретарём и одновременно известным поэтом Филипом Сидни, погибшим на войне в Голландии; Сидни был боевым товарищем Роберта-старшего.

### Молодые годы и служба в армии (1605—1625)
По восшествии на английский престол первого представителя династии Стюартов, короля Якова I, — в знак доброй воли короля, — Роберт Деверё-младший был восстановлен во владениях и титуле своего отца. Яков I позаботился и о невесте для юного графа, сосватав ему в жёны четырнадцатилетнюю дочь графа Саффолка, Фрэнсис Говард. Поскольку граф был ещё слишком юн, его отправили за границу подучиться и возмужать. Когда он вернулся, оказалось, что сердце его жены (и, видимо, не только сердце), уже заняты сэром Робертом Карром. Унизительная двусмысленность закончилась в 1613 году — ещё более унизительным разводом: графа Эссекса обвинили в бездетности.
В 1620 году Роберт Эссекс служил добровольцем в армии, сражаясь в Рейнской Германии и в Нижних землях за протестантов. Он присоединился к отряду бесстрашного Горацио Вера, защищавшего в Палатине города курфюрста Фридриха V, — зятя английского короля. Затем служил в войсках голландского шталмейстера Мо́рица Ора́нского и немецкого графа Мансфельда. В боях под осаждённой Бредой, в 1624—1625 годах, граф Эссекс уже командовал полком. В следующем году, в ходе новой Англо-испанской войны он был назначен вице-адмиралом в экспедиции сэра Эдварда Се́сила к Кадису, окончившейся для англичан вполне бесславно. Однако, несмотря на небогатую победами карьеру полководца, граф Эссекс был офицером, получившим обширный военный опыт, и пользовался любовью и доверием своих солдат, с которыми добровольно разделял все их тяготы.

### В оппозиции королю (1626—1637)
После похода на Кадис граф Эссекс решил сделать перерыв, вышел в отставку и заинтересовался своими обязанностями в Палате лордов. Вообще щепетильный в вопросах чести, он особенно ревниво относился к чести своего рода и фамилии. Ряд легкомысленных колкостей высокопоставленных царедворцев резко охладил его отношения при Дворе, он почувствовал себя более естественно в кругах, настроенных оппозиционно к политическим кабинетам и Якова, и Карла Стюартов.

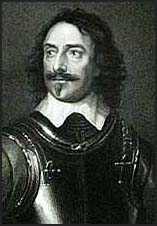
Роберт Деверё,
3-й граф Эссекс,
1-я четверть XVII века

 Его презрение к фавориту обоих королей, герцогу Бекингему, выразившееся в смелой критике плохо организованного похода на Кадис, стоило ему поста главнокомандующего экспедиционным корпусом в Нидерландах. В ответ он отверг сделанное ему в 1627 году предложение командовать полком в экспедиции к Ля-Рошели. Лорд Эссекс отказался также оплачивать принудительные военные займы Карла I, эмитированные в 1626—1627 годах. А в 1628 году поддержал Петицию о праве. В тот раз противостояние короля и Парламента закончилось роспуском Парламента, после которого граф Эссекс удалился в свои владения в Чартли, в Стаффордшире.
В 1630 лорд Эссекс женился на Элизабет Поле́т (Elizabeth Paulet). Брак был неудачным. Графиня осталась проживать в Лондоне, в то время как Эссекс «игрался в войнушки» в своих поместьях. Спустя шесть лет брак с треском развалился: сердце графини, по общему мнению, украл рыцарь Томас Ювдэйл (Thomas Uvedale), двоюродный брат графа и его возможный наследник в случае, если Деверё останется бездетным. Хотя и перед лицом смерти Элизабет это отрицала. Когда в ноябре 1636 графиня разродилась мальчиком, даже сам Роберт Эссекс не очень верил, что это его сын. Фамилия графа, с щекотливыми подробностями, снова стала дежурным анекдотом в устах сплетников при Дворе. Несмотря на это, граф признал сына, и даже пытался спасти брак; но когда через месяц ребёнок умер, лорд Эссекс решил развестись, окончательно оставив надежду завести семью и наследника.
В следующие полтора года в отношениях Карла I и Роберта Эссекса произошли какие-то неописанные перемены. Как владетель одного из ключевых графств Англии, Роберт Деверё должен был исполнять при Дворе некоторые ритуальные обязанности и, следовательно, не мог совсем избежать придворной жизни. Так, он нёс меч перед королём во время визита последнего в Оксфорд в 1636 году. — Однако биографы упоминают вскользь или вообще опускают деталь, которая представляется крайне важной в дальнейшей судьбе графа, — отчасти она объясняет и его противоречивое поведение во время Революции: 21 мая 1638 года лорд Роберт (Деверё), 20-й граф Эссекс, был посвящён в рыцари Ба́ни (не путать с орденом Бани, учреждённым в 1725 году).
Двухдневная церемония посвящения, как правило, проводилась в особо торжественных случаях, — в связи с рождением наследника, его инвеститурой, бракосочетанием или коронацией. Посвящение было призвано определённым образом закрепить чувство единства сюзерена и вассалов. Церемония включала погружение в купель, ночное бдение в церкви, исповедь и причастие. На следующий день магистр Ордена, — сам монарх, — своими руками опоясывал кандидата, и после того, как два других рыцаря Бани прикрепляли к ногам посвящаемого шпоры, монарх мог символически коснуться его шеи мечом, мог сымитировать это движение ребром ладони, а мог и крепко обхватить шею рукой. Как-то так и стал рыцарем Бани граф Эссекс. Наследнику короля Англии как раз через неделю исполнялось 8 лет; по обычаю, его должны были объявить принцем Уэльским, — и хотя официально он им не стал, с этим, видимо, и была, связана церемония. 
Кроме принца и графа Эссекса, в тот же день в рыцари Бани были посвящены два ирландца — Улик Берк, 1-й маркиз Кланрикард и Уильям Вилльерс, 2-й виконт Грандиссон (англ.), а также шотландец — Томас Брюс, 1-й граф Элгин (англ.). По замыслу церемонии, очевидно, избранные лорды трёх королевств символизировали в сознании юного наследника единство государства. Вступив в Орден одновременно с принцем, они становились как бы его братьями по оружию и достоинству, становились персонами, особо ассоциированными конкретно с этим представителем династии. Кстати, граф Олбани действительно был братом графа Эссекса — по матери.
Для человека чести и веры, каким без сомнения был Роберт Деверё, сакральные формулы и действия в ходе церемонии не могли быть пустой формальностью.
Вступление графа Эссекса в Орден Бани означало изменение его статуса при Дворе: жест короля, пригласившего Эссекса в числе 4 избранных лордов, чтобы поучаствовать в обряде военно-государственной инициации наследника трона, был, разумеется, глубоко продуман и означал предложение графу сблизиться со Двором и вернуться в большую политику.

### Перед Революцией (1638—1641)

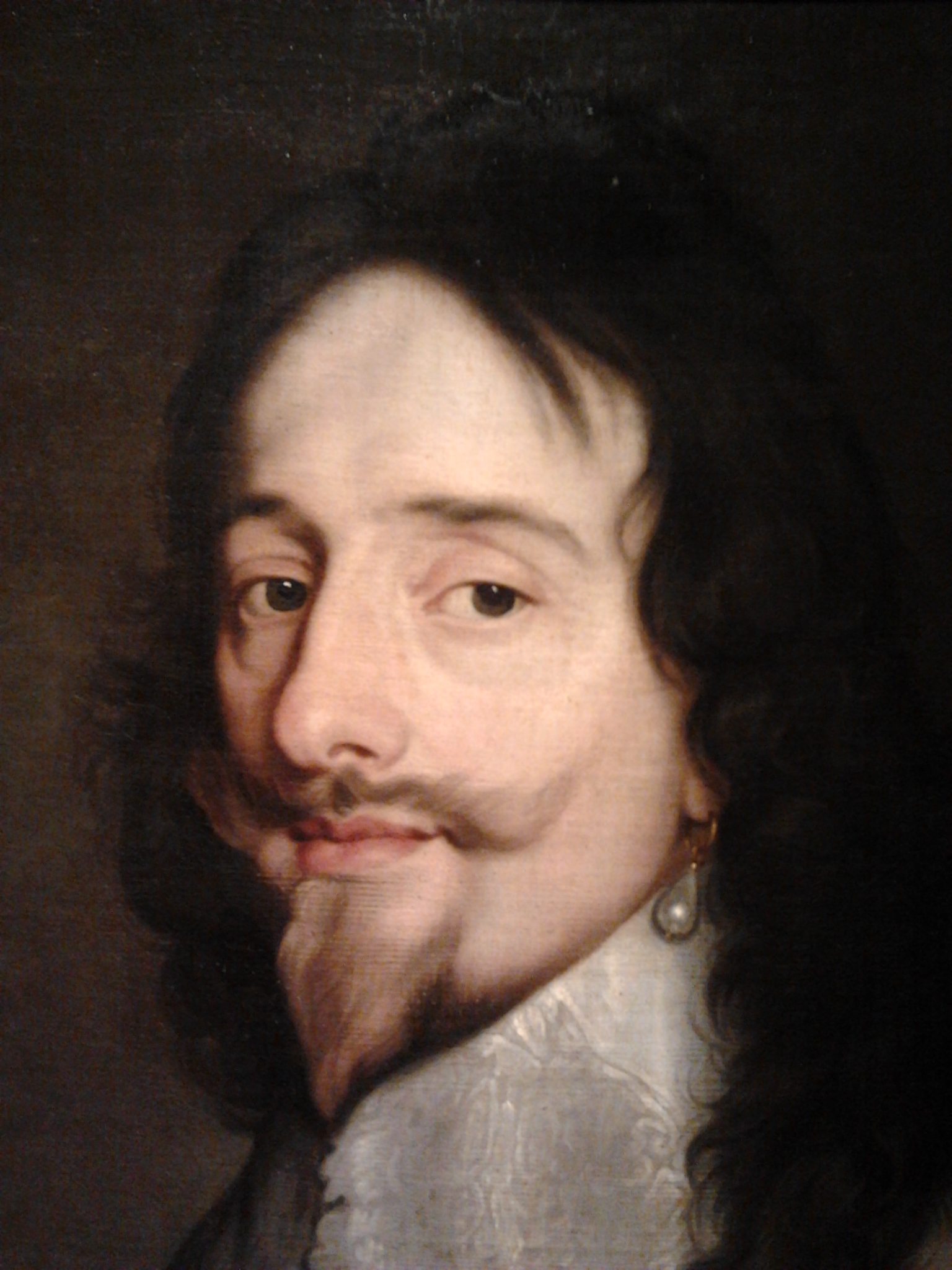
Карл I Стюарт
(1600—1649)

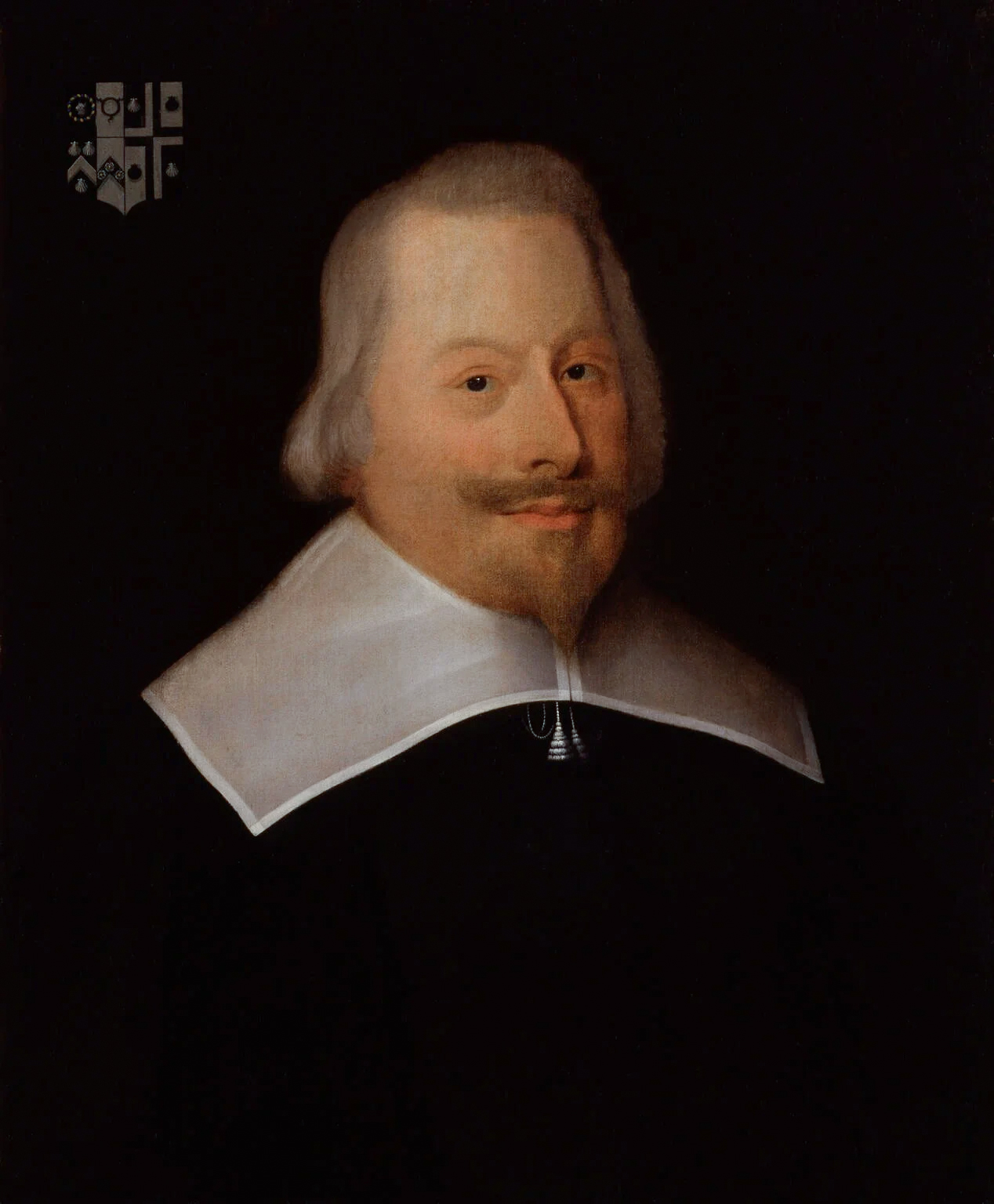
Джон Пим
(1584—1643)

В 1639 году бескомпромиссная позиция Карла I в религиозных спорах привела к так называемой Епископской войне между Англией и Шотландией. После смерти барона Тилбери граф Эссекс оставался, пожалуй, самым компетентным военным специалистом среди людей своего уровня. Его назначили начальником штаба (second-in-command) при командующем графе-маршале Томасе Говарде, графе Арунделе. Ещё до выступления в поход, по просьбе королевы Генриетты Марии, Эссекс был понижен до звания заместителя командующего в кавалерии (Lieutenant-General of Horse) — ради одного из её фаворитов, графа Холланда. Интрига больно задела чувства графа к королю. Недоверие и обиды возросли, когда лидеры шотландцев обратились именно к Эссексу с просьбой использовать его влияние и отменить поход. Причём, просьбы содержались в оставшихся запечатанными письмах, которые Деверё сам же и передал королю.

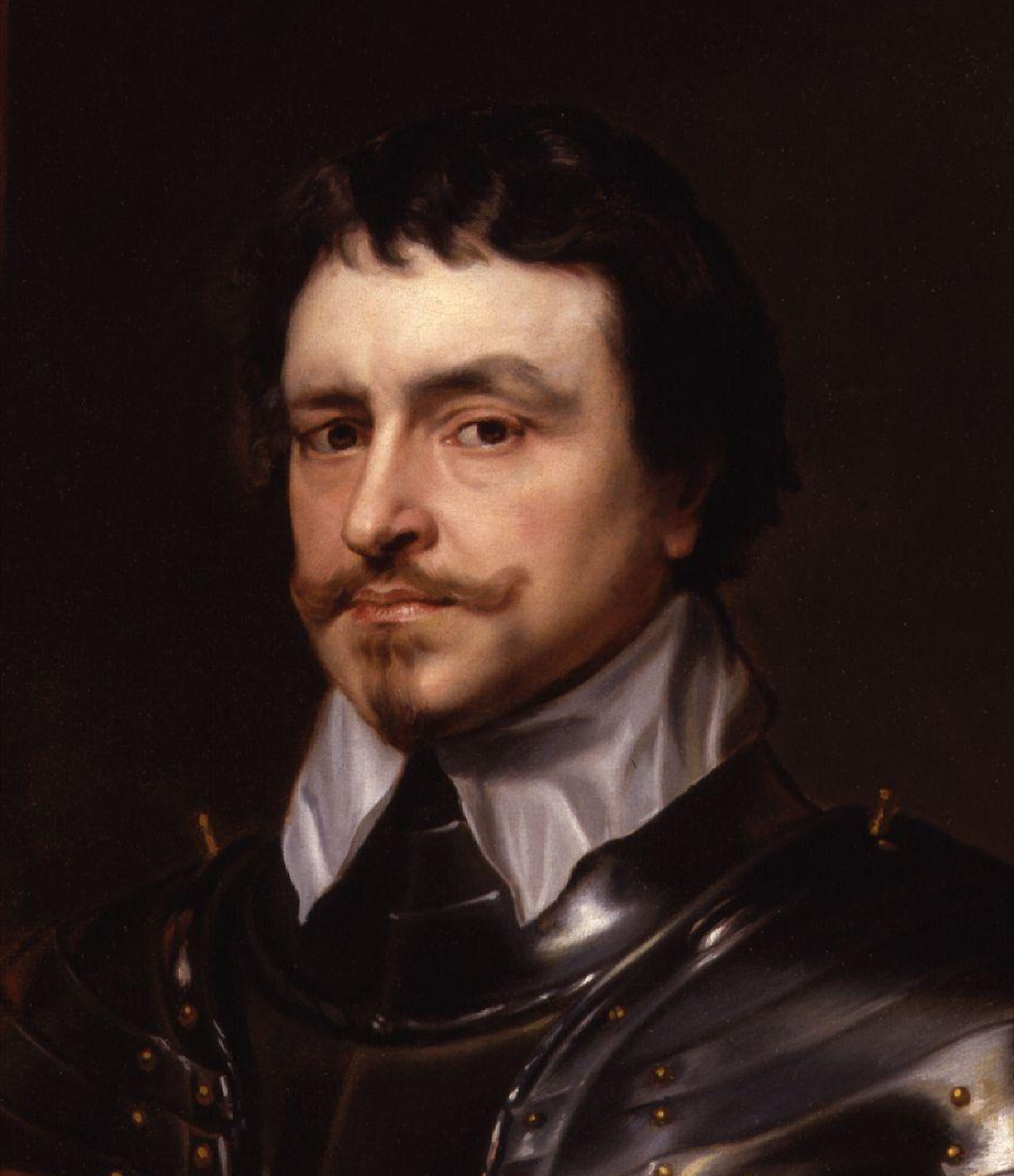
Граф Страффорд
(1593—1641)

Как следствие, в «Коротком парламенте» Роберт Деверё проголосовал против выделения финансов на продолжение войны с Шотландией, выставив условием такого финансирования удовлетворение сначала предъявленных королю требований Палаты общин. Эссекс оказался тогда в меньшинстве из 29 пэров. В результате, в ходе «Второй Епископской войны» (1640) ему не предлагали командных должностей. Зато, когда дело зашло в тупик, Эссекса сочли самым подходящим переговорщиком о мире с ковенантерами.
На первых заседаниях «Долгого парламента», в ноябре 1640 года, в Палате лордов Роберт Эссекс воспринимался уже как лидер парламентской оппозиции среди пэров. Деверё оказывал всемерную поддержку лидеру оппозиции в Палате общин, Джону Пиму, в низложении, аресте, суде и казни фаворита Карла I — графа Страффорда, как и в его борьбе за ликвидацию «Звёздной палаты» и прочих институтов, позволявших королю править единолично, без участия Парламента. Джон Пим и граф Эссекс стали друзьями.
В 1641 году король сделал запоздалую попытку привлечь графа на свою сторону. В феврале лорд Роберт Эссекс и шесть его сторонников из Палаты лордов были назначены членами английского Тайного совета, весьма влиятельного совещательного органа при Дворе. В июле, во время официального визита короля в Шотландию, граф Эссекс был назначен лордом-камергером, с подчинением ему всех вооружённых сил королевства к югу от реки Трент. Однако «Карл I никогда не доверял Эссексу до конца и не приближал его к себе, чем больно задевал его самолюбие; в то время как Парламент смотрел на графа, как на очевидного вождя в деле предстоящей реорганизации вооружённых сил».
В январе 1642 года графиня Карлайл сказала графу Эссексу по секрету, что при Дворе прошёл слух, будто бы король намерен арестовать 5 членов Палаты общин, вождей оппозиции и зачинщиков нарастающей смуты. Эссекс их предупредил, и они скрылись. Вскоре после неудачной попытки ареста этих «пяти», в обстановке сильного всеобщего возбуждения, король решил покинуть непокорный Лондон. Граф Эссекс отговаривал короля от этого всё усложняющего шага и не подчинился его приказу следовать за ним в Йорк, сославшись на распоряжение Палаты лордов остаться для охраны дворца. Последовал указ об освобождении его от должности лорда-камергера. В марте 1642 года граф Эссекс первым из пэров появился в штабе народного ополчения, собиравшегося на защиту Парламента.

### Главнокомандующий (1642—1645)

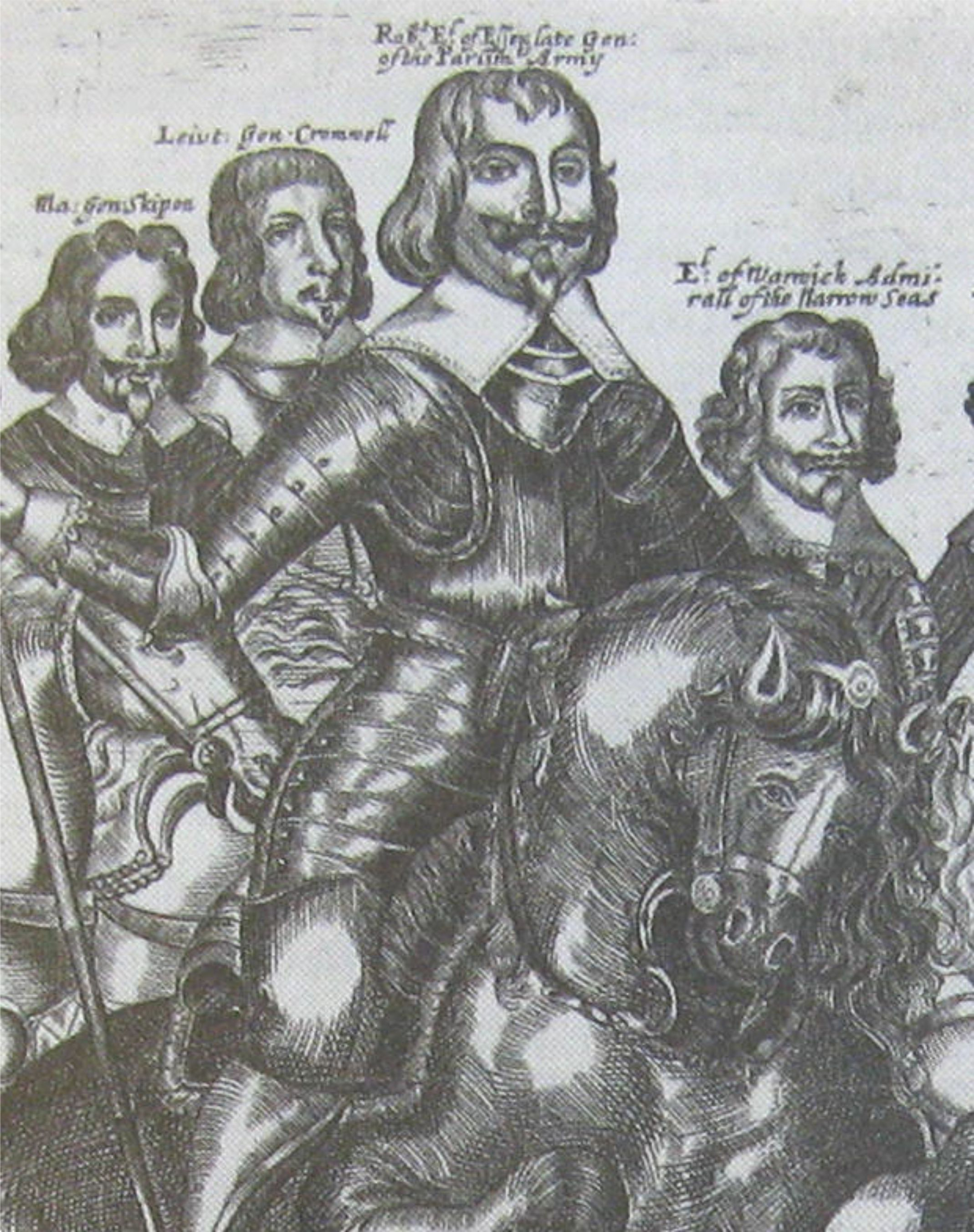
Генералы Парламентской армии: Фи́лип Ски́ппон, Оливер Кромвель, граф Эссекс, граф Уорик
(иллюстрация из брошюры, 1643)

4 июля 1642 года, для координации действий в вопросах самообороны, Парламент учредил Комитет безопасности, в подчинение которому переводилась вся городская милиция королевства. В Комитет входили пять представителей Палаты лордов и десять — Палаты Общин. Среди избранных в него были и граф Эссекс, и Джон Пим. Из переговоров с королём становилось ясно, что он оставляет за собой право применить военную силу. В ответ на эту угрозу 12 июля Комитет безопасности объявил о создании Армии Парламента. Главнокомандующим (Captain-General) был избран Роберт Эссекс. — Король же объявил его изменником.
С самого начала граф полагал, что готовую к защите армию нужно использовать скорее как аргумент в переговорах, чем как активное средство военных действий в обычном смысле — с целью нанесения противнику максимального и невосполнимого ущерба. Полный решимости защитить Парламент, Роберт Эссекс в то же время не желал лишать короля возможности в любой момент прекратить конфликт, приняв требования Парламента, и сохранить при этом весь авторитет монаршей власти.
Поэтому, с началом военных действий, открытых Карлом I 22 августа, граф Эссекс придерживался оборонительной стратегии, — он реагировал лишь на самые явные угрозы, фактически оставляя военную инициативу сторонникам короля. В Парламенте, в котором изначально мало кто предвидел, насколько далеко всё зайдёт, появились «партия мира», желавшая скорейшего прекращения междоусобицы, и «партия войны», требовавшая от военных решительных действий. Стараясь сохранить дееспособное единство, между партиями умело лавировал дипломатичный Джон Пим, защищавший Эссекса как от критики «ястребов», так и от сомнений «голубей».
Армия Парламента находилась не в лучшем виде. Кроме отрядов городского ополчения, плохо обученных и неопытных, костяк армии составляли небольшие кавалерийские и пехотные части, набранные среди «солдат удачи» на деньги мятежных лордов. Мотивация солдат была невысокой, — немногие понимали, что происходит, ещё меньше готовы были пожертвовать за это жизнью. В первом столкновении сторон, произошедшем 23 октября при Эджхилле, во время поднявшейся в войсках Парламента под натиском «кавалеров» паники, лорд Эссекс с пикой в руках встал в первых рядах пехотного полка, готового к бою.
Наступление короля на Лондон продолжилось. В следующей битве, произошедшей 13 ноября при Тёрнем-Грине, уже у самых стен Лондона, Эссекс удовлетворился отступлением короля и не стал ни преследовать его армию, ни затруднять её сообщения на зимних квартирах в Оксфорде.
Всю зиму с королём велись безрезультатные переговоры, из-за которых Эссекс откладывал начало кампании 1643 года вплоть до апреля. В апреле он осадил и захватил Рединг; 10 июня начал наступление на штаб-квартиру короля — Оксфорд, но, взяв Тэйм, остановился, — из-за задержек солдатского жалованья и разразившихся в войсках болезней. В Лондоне поднялась волна недовольства главнокомандующим, особенно на фоне энергичных маршей и успехов генерала Уилльяма Уоллера, командовавшего парламентскими соединениями на юге. Его обвиняли чуть ли не в сговоре с королём. 28 июня даже Джон Пим упрекнул Эссекса в бездействии, на что граф подал официальное прошение об отставке. Однако парламент отклонил его, а также, стараниями Джона Пима, провёл расследование и принял обеспечительные меры по жалобам Эссекса на снаряжение и снабжение, финансирование и соблюдение субординации в штабе, опубликовав даже официальное оправдание Эссекса, бездействовавшего не по своей вине.
В ответ на доверие и поддержку, оказанные Джоном Пимом, «Старый Робби», как его называли солдаты, провёл блестящую операцию по снятию осады Глостера. Возвращаясь после этого в Лондон, он сумел также сохранить своё утомлённое войско в неожиданной встрече с главными силами короля под Ньюбери. Эти победы прервали долгую череду успехов «роялистов», подняв боевой дух в приунывшем Лондоне.

#### Поражение и отставка (сентябрь 1644 — апрель 1645)
В декабре 1643 года Джон Пим умер. Палату общин возглавил сэр Генри Вейн, в военные дарования графа Эссекса не особенно веривший. Вейн начал осторожную подготовку к смещению Эссекса с поста главнокомандующего. В феврале, понимая, что игра ведётся против него, Эссекс не поддержал идею создания так называемого Комитета Обоих Королевств, пришедшего на смену Комитету безопасности. Летом, в напряжённой интриге за власть, Эссекс рассорился с Уоллером и самовольно двинул свою часть армии на помощь Лайму, — важному для парламентских коммуникаций портовому городу в Уэльсе, осаждённому роялистами. В том же направлении чуть позже из-под Оксфорда ушла и главная армия короля.
Успешно сняв осаду с Лайма, Эссекс пустился в преследование королевского полководца и был уже на корнуолльском полуострове, когда, соединившись со своим полководцем, вдвое превосходящая армия короля преградила ему дорогу из Корнуолла. Ловушка захлопнулась под Лостуитиелем. Буквально в последний момент кавалерия «круглоголовых» успела вырваться. Оставшуюся с обозом и артиллерией пехоту ждало либо полное истребление, либо капитуляция. Тогда главнокомандующий — сэр Роберт Деверё, — в сопровождении двух офицеров сел на простую рыбацкую лодку и уплыл в Плимут.
Командовать армией Парламента под Лостуитиэлом остался пехотный генерал Фи́лип Ски́ппон. В скором времени он добился приемлемых условий капитуляции. Из шести тысяч безоружных и голодных солдат в Плимут вернулись едва три тысячи.
Фиаско в «корнуолльском походе» означало конец военной карьеры графа Эссекса. По мнению историка, в Парламенте обошлось без трибунала только потому, что по понятиям того времени главную силу армии — «кавалерию» — он в походе полностью сохранил. С другой стороны, настроения в Парламенте настолько изменились, на повестку дня вышли настолько насущные вопросы дальнейшего государственного устройства, что некоторым политикам казалось совершенно несвоевременным выводить из игры такую влиятельную фигуру, как лорд Эссекс.
Во время Второй битвы при Ньюбери (27 октября) Роберт Эссекс лежал больным в Рединге. Вернувшись в Палату лордов, он поддержал графа Манчестера в его сопротивлении растущему влиянию Оливера Кромвеля: в декабре в доме графа собрались сторонники «партии мира» и вместе с некоторыми представителями Шотландии составили официальное обвинение Кромвеля в «разжигании вражды между нациями Королевства». После того, как обвинение было полностью отвергнуто Парламентом, граф Эссекс примкнул к негласной оппозиции в Палате лордов, не желающей реформировать Армию по новому образцу, как за то ратовал в Палате общин Кромвель и его сторонники. Однако, несмотря на пассивное сопротивление «партии мира», к которой в последний период относился и лорд Эссекс, реформа была одобрена. В соответствии с нею, все члены Парламента обязаны были сложить с себя военные полномочия. Подчиняясь закону, 2 апреля 1645 года граф Эссекс оставил пост Главнокомандующего, обратившись к членам Парламента с речью «исполненной истинного достоинства».

## После отставки. Последний год. Упокоение и память

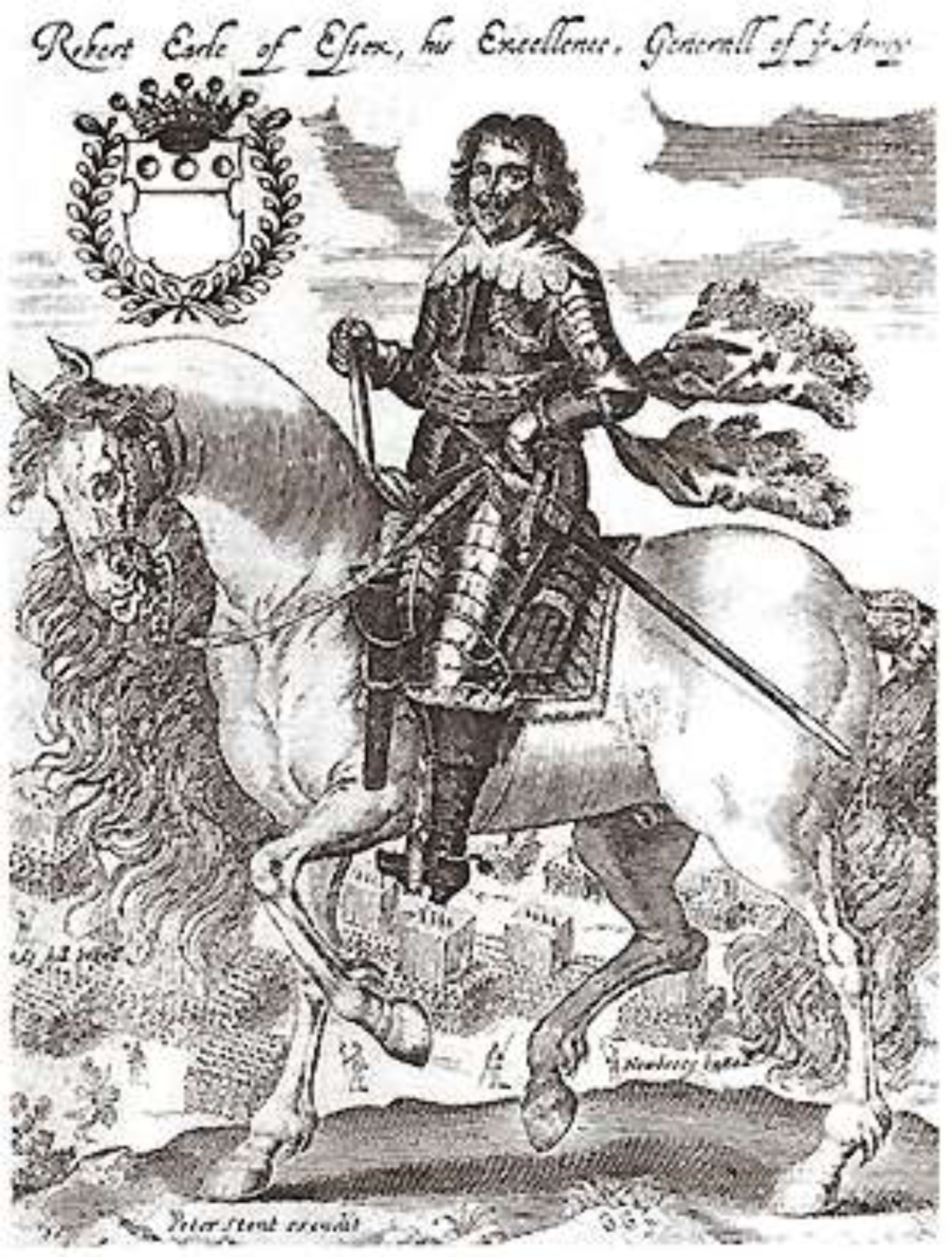
Роберт Деверё-младший,
1591-1646
20-й граф Эссекс, генерал,
последний представитель Деверё

После отставки граф Эссекс оставался членом Палаты лордов, но активного участия в политической жизни не принимал. Здоровье его было уже некрепким. Он пользовался особым уважением действующих политиков, поскольку ради общего дела сумел добровольно отказаться от значительной власти.
14 сентября 1646 года во время охоты на оленей в Виндзорском парке его постиг удар.
Роберт Деверё, 3-й граф Эссекс, был похоронен в Вестминстерском аббатстве «с большой помпой и церемониями». Над захоронением воздвигли его бюст.
Спустя месяц могила была осквернена, а бюст обезглавлен яростным ветераном, сражавшимся недавно солдатом в армии короля. Бюст восстановили.
Во время реставрации Стюартов король Карл II — когда-то восьмилетний мальчик, присягавший Ордену Ба́ни вместе с лордом Эссексом — распорядился демонтировать памятник неверному вассалу в столь священном для нации месте. Прах при этом потревожен не был.
Граф Эссекс умер, не оставив наследников мужского пола, род Деверё пресёкся. Графский титул Эссекса остался вакантным (extinct). В 1661 году король Карл II Стюарт восстановил титул, чтобы пожаловать его благородному сыну образцового вассала — казнённого «круглоголовыми» «кавалера» лорда Капеля.
В 1676 году рядом с «домом Эссекса», в котором жил отец Роберта-младшего и родился он сам, на улице Эссекса, было построено здание «Палаты Деверё»; фасад здания на уровне третьего этажа украшен барельефным портретом героя статьи. Координаты здания на карте: 51°30′47″ с. ш. 0°06′45″ з. д., по пути к нему с улицы Эссекса располагается кафе «Деверё» (Devereux).